# Jack McKenzie
Jack McKenzie (* 22. Juli 1930 in High River, Alberta) ist ein ehemaliger kanadischer Eishockeyspieler.

## Karriere
Jack McKenzie begann seine Karriere als Eishockeyspieler bei den Brandon Wheat Kings, für die er von 1947 bis 1949 in der Manitoba Junior Hockey League aktiv war. Anschließend wechselte er zu den Toronto Marlboros, für deren Juniorenmannschaft er zunächst spielte, ehe er im Laufe der saison 1949/50 in den Kader der Seniorenmannschaft der Marlboros aufrückte, mit der er auf Anhieb den Allan Cup, den kanadischen Amateurmeistertitel, gewann. Nach einer weiteren Spielzeit bei der Seniorenmannschaft der Toronto Marlboros, spielte er von 1951 bis 1957 für die Kitchener-Waterloo Dutchmen, mit denen er 1953 und 1955 ebenfalls den Allan Cup gewann. Zudem repräsentierte er Kanada mit den Dutchmen bei den Olympischen Winterspielen 1956. In der Saison 1957/58 spielte er sowohl für die Dutchmen als auch die Whitby Dunlops, wobei er mit Letzteren 1958 Kanada bei der Weltmeisterschaft vertrat. In der Saison 1958/59 spielte er wieder ausschließlich für Kitchener-Waterloo. Nach seiner Eishockey-Karriere unterrichtete er als Lehrer an der High School in den Fächern Englisch, Mathematik und Sport.

### International
Für Kanada nahm McKenzie an den Olympischen Winterspielen 1956 in Cortina d’Ampezzo teil, bei denen er mit seiner Mannschaft die Bronzemedaille gewann. Bei der Weltmeisterschaft 1958 gewann er mit Kanada die Goldmedaille.

## Erfolge und Auszeichnungen
- 1950 Allan-Cup-Gewinn mit den Toronto Marlboros
- 1953 Allan-Cup-Gewinn mit den Kitchener-Waterloo Dutchmen
- 1955 Allan-Cup-Gewinn mit den Kitchener-Waterloo Dutchmen

### International
- 1956 Bronzemedaille bei den Olympischen Winterspielen
- 1958 Goldmedaille bei der Weltmeisterschaft